# Карл Адольф Отт
Карл Адольф Отт (нім. Carl Adolph Otth, 2 квітня 1803 — 16 травня 1839) — швейцарський ботанік, лікар та художник.

## Написання імені
Зустрічаються різні форми написання імені Карла Адольфа Отта:
- нім. Karl Adolf Otth,
- нім. Adolf Karl Otth,
- нім. Adolph Otth,
- нім. Adolf Otth,
- фр. Adolphe Otth,
- фр. Charles Adolphe Otth.

## Біографія
Карл Адольф Отт народився у Берні 2 квітня 1803 року.
У 1822 році він вивчав медицину у Берні, а згодом брав уроки природної історії у Огюстена Пірама Декандоля та Ніколя Шарля Серенжа. У 1836 році Отт провів декілька експедицій з метою дослідження природи. У 1839 році Карл Адольф здійснив поїздку на Близький Схід.
Карл Адольф Отт помер у Єрусалимі (на той час входив до складу Османської імперії) від чуми 16 травня 1839 року.

## Наукова діяльність
Карл Адольф Отт спеціалізувався на насіннєвих рослинах.